# Родригес, Дорвал
Дорвал Родригес (порт.-браз. Dorval Rodrigues; 26 февраля 1935, Порту-Алегри — 26 декабря 2021) — бразильский футболист, правый нападающий. Занимает 6 место по общему числу голов за клуб «Сантос» — 198 мячей.

## Карьера
Дорвал начал карьеру в клубе Гремио. Затем он переехал в штат Сан-Паулу, перейдя в клуб «Гремио Форса-е-Лус», где выступал он 2 года.
В октябре 1956 году Дорвал перешёл в «Сантос», на чём настоял директор клуба, Арналдо Фигейренду. Зимой следующего года, ещё не проведя ни одного матча за Сантос, Дорвал был отдан в аренду в клуб «Жувентус» (Жавари). Вернувшись в клуб он стал игроком основы команды, в которой, спустя 4 года сформировалась знаменитая 5-ка нападения «Сантоса», состоящая из Пеле, Коутиньо, Менгалвио, Пепе и самого Дорвала, которая помогла клубу выиграть множество призов на бразильской и международной арене, включая 5 чемпионатов штата Сан-Паулу, 4 турнира Рио-Сан-Паулу, 4 Кубка Бразилии, 2 Кубка Либертадорес и 2 Межконтинентальных кубка. В 1964 году Дорвал на один сезон уехал в аргентинский клуб «Расинг», за который провёл 25 матчей и забил 4 гола. После чего вернулся в «Сантос» и выступал за клуб ещё два гола. Всего за «Сантос» Дорвал провёл 612 матчей и забил 198 голов.
В 1967 году Дорвал перешёл в «Палмейрас», став частью другой знаменитой лини атаки: Дорвал, Сервилио, Адемир, Тупанзиньо и Сезар Малуко. Однако это линия просуществовала только 4 месяца, во время которых Дорвал провёл 21 матч и забил 1 гол. Причиной такого неудачного результата стала травма футболиста, из-за которой он провёл в чемпионате Сан-Паулу за «Палмейрас» только 3 игры. В 1968 году Дорвал перешёл в клуб «Атлетико Паранаэнсе», в состав которого выиграл свой последний титул — чемпион штата Парана. Затем он провёл 6 месяцев в Венесуэле, а завершил карьеру в клубе «Саад», в 1972 году.
Дорвал преподавал в футбольной школе в Вила Санта-Катарина. Однако эта школа была закрыта мэрией, из-за недостатка денежных средств для финансирования.

## Личная жизнь
Дорвал женат. Супруга — Кристина Васконселлос.

## Интересный факт
Дорвал допал в суд на компанию Кока-кола, которая незаконно использовала в своей рекламной кампании фотографию, где были изображены Пеле, Коутиньо и Дорвал. Сам Пеле дал разрешение на публикацию изображения, за что получил 25 млн долларов. Дорвал получил от компании 4 тыс. долларов, с чем не согласился и подал в суд.

## Достижения
- Чемпион штата Сан-Паулу: 1958, 1960, 1961, 1962, 1964
- Победитель турнира Рио-Сан-Паулу: 1959, 1963, 1964, 1966
- Обладатель Кубка О’Хиггинса: 1959
- Обладатель Кубка Бразилии: 1961, 1962, 1963, 1964
- Обладатель Кубка Либертадорес: 1962, 1963
- Обладатель Межконтинентального кубка: 1962, 1963
- Обладатель Кубка Рока: 1963
- Чемпион штата Парана: 1970